# Спектр-Гатчина
«Спектр-Га́тчина» — общественно-политическая газета Гатчины и Гатчинского района, издаваемая с 21 ноября 1991 года, до 1996 года называлась «Гатчинский проспект».
Учредителями газеты являются ООО «Спектр» Н.Красноперова и Т.Васильева,а также комитет по печати и телекоммуникациям Ленинградской области, главным редактором — Надежда Красноперова.
Газета выходит один раз в неделю по средам. Публикуются статьи о жизни Гатчинского района, телепрограмма, реклама и частные объявления.
Газета является лауреатом фестиваля СМИ России.

## Интересные факты
1 апреля 1995 года в газете была напечатана шуточная статья о демонтаже памятника В. И. Ленину в Гатчине, которая вызвала большой общественный резонанс.